# رایانش بی‌سرور
رایانش بی‌سرور (انگلیسی: Serverless computing) که به‌عنوان تابع به عنوان سرویس نیز شناخته می‌شود یک مدل اجرای کد رایانش ابری است که در آن مهیاکنندهٔ ابر شروع و پایان اجرا کانتینر تابع را در بستر به عنوان سرویس مورد برای برای پاسخ به درخواست به‌عهده می‌گیرد و هزینهٔ درخواست‌ها با معیار انتزاعی منابع مورد نیاز برای پاسخ به درخواست، در مقابل شیوه‌های دیگری چون به تعداد ماشین‌های مجازی به میزان ساعت، انجام می‌شود.